# Metacaputus
Metacaputus is een geslacht van rechtvleugeligen uit de familie sabelsprinkhanen (Tettigoniidae). De wetenschappelijke naam van dit geslacht is voor het eerst geldig gepubliceerd in 2000 door Naskrecki.

## Soorten
Het geslacht Metacaputus  is monotypisch en omvat slechts de volgende soort:
- Metacaputus brenesi (Naskrecki, 2000)